# Han Areum
Lee A-reum (hangul: 이아름; Jongno-gu, Seul, 19 de abril de 1994), mais conhecida por seu nome artístico Han Areum (hangul: 한아름; anteriormente simplesmente Areum), é uma cantora sul-coreana. Tornou-se popularmente conhecida por ter sido integrante do grupo feminino T-ara. Participou do programa The Unit: Idol Rebooting Project.

## Carreira
Han Areum juntou-se ao T-ara durante as promoções de Day by Day, em 7 de julho de 2012, e foi apresentada aos fãs em um concerto em 14 de julho.
Em abril de 2013, foi anunciado que T-ara estaria formando seu primeiro subgrupo, intitulado T-ara N4, composta pelas integrantes Eunjung, Hyomin, Jiyeon e Areum. O single de estreia do subgrupo, Jeon Won Ilgi, foi lançado oficialmente em 28 de abril de 2013. No dia 10 de julho de 2013, foi anunciado que Han Areum estaria deixando o T-ara para seguir carreira como solista.
Em agosto de 2017, foi revelado que participaria do novo programa da KBS, The Unit: Idol Rebooting Project. O programa reúne diversos artistas de K-pop que não conseguiram se estabelecer em suas carreiras.
Em setembro de 2017, assinou um contrato com a DWM Entertainment, mesma empresa do girl group P.O.P. A empresa afirmou que há grandes possibilidades de estreá-la tanto solista quanto em um grupo feminino. Também foi revelado ela alterou seu nome artístico, anteriormente Areum, para Han Areum.

## Discografia
| Ano  | Álbum         | Canção                   | Duração | Notas                       |
| ---- | ------------- | ------------------------ | ------- | --------------------------- |
| 2012 | Day and Night | "Day and Night(낮과 밤)" | 3:34    | Com Shannon, Gunji(Gavy NJ) |
| 2013 | Bunny Style!  | "Sign"                   | 4:47    | Com Soyeon                  |
| 2013 | Bunny Style!  | "Happy Rain"             | 4:34    | Solo                        |